# Афеаки, Иноке
Иноке Афеаки (англ. Inoke Afeaki, род. 12 июля 1973 года в Тофоа, Тонгаптапу) — тонганский регбист, игравший на позиции замка, действующий директор Сингапурского регбийного союза и национальной сборной Сингапура по регби-15.

## Карьера игрока

### Клубная
Афеаки учился в колледже Святого Бернарда в Веллингтоне с 1986 по 1990 годы, выступал за его команды до 19 и 21 года. играл за сборную провинции Веллингтон в чемпионате Провинций, а также за новозеландский клуб «Харрикейнз» в чемпионате Супер Регби, японские клубы «Секом Раггатс» и «Рико Блэк Рэмс» в чемпионате Японии и за валлийский клуб «Скарлетс». Выступал за французский «Гренобль» в Про Д2, с 2009 по 2011 годы выступал за команду «Сент-Этьен».

### В сборной
Дебют Иноке Афеаки состоялся за сборную 26 мая 1995 год на чемпионате мира в ЮАР: игра прошла в Претории, и Афеаки вышел на замену. Он сыграл ещё два матча в стартовом составе сборной против сборной Шотландии и сборной Кот-д'Ивуара. В матче против ивуарийцев Афеаки опрокинул Макса Брито, на которого в следующий момент набросились в борьбе за мяч несколько игроков: этот эпизод завершился тяжелейшей травмой Брито, после которой он остался инвалидом.
Следующий матч Афеаки провёл только в ноябре 2001 года против Шотландии на стадионе «Мюррейфилд», а в следующем матче против Уэльса вышел в качестве капитана на поле и совершил попытку. В 2002 году он продолжил выходить на поле как капитан сборной, сыграв четыре матча, а в 2003 году в качестве капитана выводил команду на матчи чемпионата мира в Австралии. В 2004 году в составе сборной тихоокеанских островов, игравшей под названием «Пасифик Айлендерс», Афеаки сыграл 3 матча. Игровую карьеру завершил в 2007 году на чемпионате мира.

## Карьера тренера
С 2010 по 2011 годы Афеаки работал видеоаналитиком клуба «Сент-Этьен», затем один сезон проработал тренером команды провинции Веллингтон по регби. С 2012 года — на административных должностях в Сингапурском регбийном союзе.